# Burg Rauhlaubenberg
Die Burg Rauhlaubenberg, auch Laubenegg genannt, liegt etwa einen Kilometer nordöstlich des Immenstädter Gemarkung Rauhenzell im Landkreis Oberallgäu in Schwaben im Ortsteil Egg auf einem bewaldeten Hügelsporn bei 795 m ü. NN. Neben der Ruine des mächtigen hochmittelalterlichen Wohnturmes haben sich noch Geländespuren und ein Rest der Ringmauer erhalten.

## Geschichte

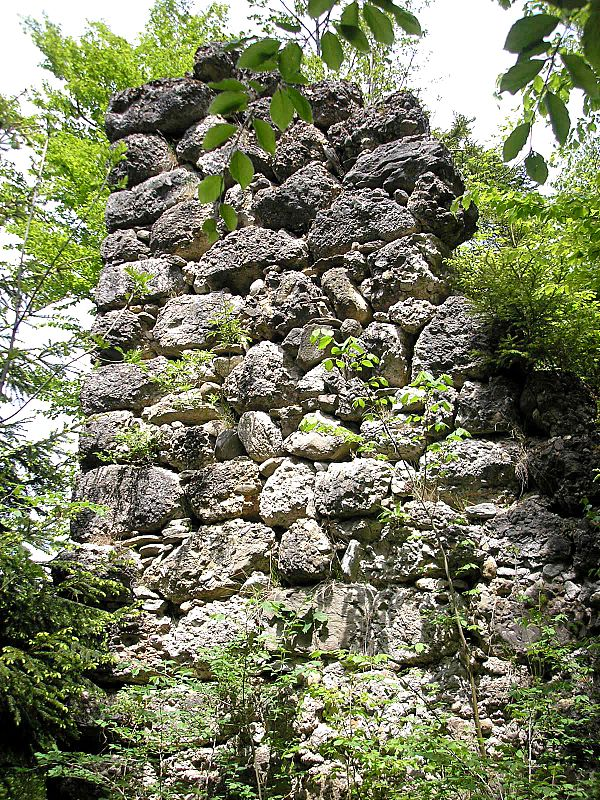
Der Wohnturm von Süden

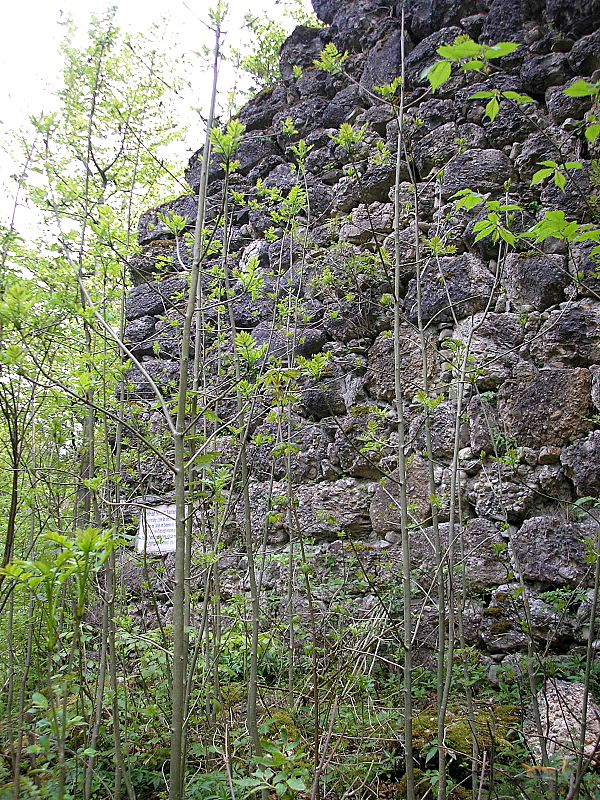
Der Nordwestteil des Wohnturmes

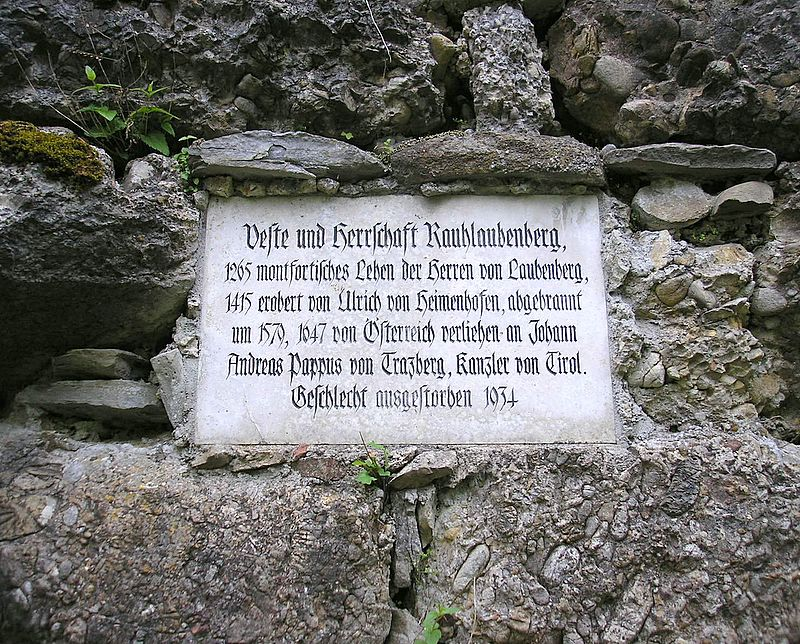
Die Gedenktafel von 1935

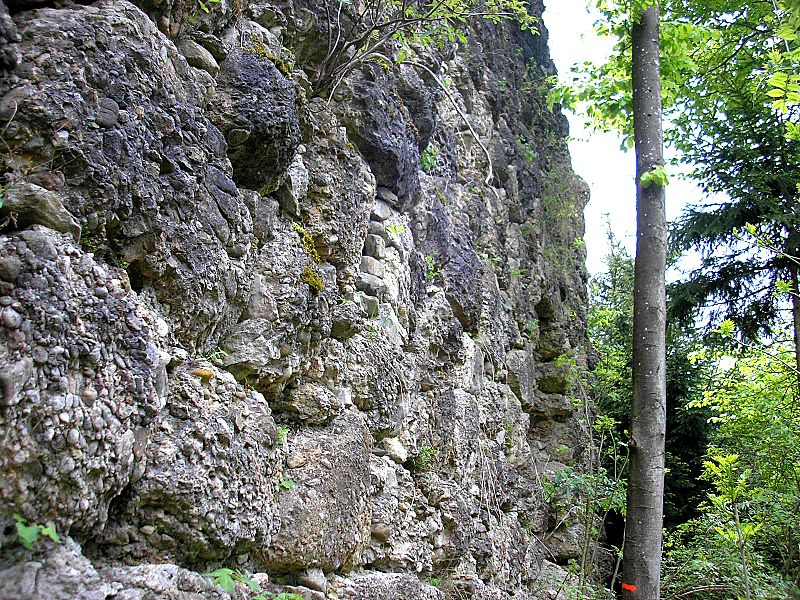
Die Westseite des Wohnturmes

Die Höhenburg wurde wahrscheinlich Anfang des 13. Jahrhunderts von den Grafen von Montfort errichtet. Um 1265 gaben die Grafen die Herrschaft als Lehen an die Herren von Laubenberg. Dieses Dienstmannengeschlecht bewohnte auch die Nachbarburg Laubenbergerstein als Lehen des Bistums Augsburg.
1390 fiel die Herrschaft nach dem Tod Rudolfs IV. von Montfort-Feldkirch an Österreich. 1414 wurde die Burg während einer Fehde zwischen Völk von Laubenberg und seinem Schwager Ulrich von Heimenhofen zu Fluhenstein eingenommen und besetzt. Der Burgherr konnte sich allerdings auf die nahe Burg Laubenbergerstein in Sicherheit bringen. Im Folgejahr gab der Heimenhofener die Veste an Völk von Laubenberg zurück, nachdem Graf Wilhelm von Montfort-Tettnang zwischen beiden Parteien vermittelt hatte. Ulrich von Heimenhofen behielt sich jedoch das Öffnungsrecht der Burg vor, um Rauhlaubenberg als Stützpunkt während seiner Fehde mit dem Hochstift Augsburg nutzen zu können.
Als Völk von Laubenberg 1423 unverheiratet verstorben war, erbte sein Bruder Hans das Lehen. Der Herr der Burg Laubenbergerstein gab die Herrschaft später an seine Söhne Jos und Kaspar weiter.
1464 teilten die Laubenberger ihren Familienbesitz auf. Kaspar erhielt die Burg Laubenbergerstein. Hans, der Sohn des Jos von Laubenberg bekam die Burgen Rauhlaubenberg und den ursprünglichen Stammsitz der Familie – die Burg Alt-Laubenberg bei Grünenbach im Westallgäu – zugesprochen.
Während des Deutschen Bauernkrieges plünderten die Aufständischen 1525 die Burg. 1579 brannte die kaum noch bewohnte Anlage ab. Die Laubenberger waren bereits zwanzig Jahre früher in ihr neues Schloss zu Rauhenzell übersiedelt. Die nutzlos gewordene Höhenburg wurde nach dem Brand aufgegeben.
1657 kam die Herrschaft als österreichisches Lehen an den Tiroler Kanzler Johann Andreas Pappus von Tratzberg. Nach dem Tod des letzten Freiherren Pappus von Tratzberg ging die Ruine 1934 an die Freiherren von Lerchenfeld. 1935 wurde auf Initiative des Kemptener Bürgermeisters und passionierten Burgenforschers Otto Merkt eine Gedenktafel am Wohnturm angebracht:
Veste und Herrschaft Rauhlaubenberg. 1265 montfortisches Lehen der Herren von Laubenberg. 1415 erobert von Ulrich von Heimhofen, abgebrannt um 1579, 1647 von Österreich verliehen an Johann Andreas Pappus von Tratzberg, Kanzler von Tirol. Geschlecht ausgestorben 1934.
Heute liegt die kleine Burgstelle nahezu unbeachtet im Wald über dem Weiler Egg. Es sind keinerlei modernen Sicherungsmaßnahmen erkennbar. Aus älterer Zeit stammen einige Ziegelausflickungen zwischen den Nagelfluhquadern des Turmes.

## Beschreibung
Die Veste liegt etwa 25 Höhenmeter über dem zugehörigen – noch bewohnten – ehemaligen Bau- bzw. Wirtschaftshof (Egg) auf einer teilweise bereits ins Tal abgerutschten Anhöhe. Dem heute nur noch als schmalen Grat erhaltenen Hügelkamm ist im Norden ein kleines Plateau vorgelagert, das wohl als Vorburg zu deuten ist. Im Nordosten bzw. Nordwesten läuft ein breiter, seichter Graben um den Hügelfuß.
Im Westen führen einige Wegspuren vom Wanderweg nach kurzem Aufstieg zu einem etwa zwei Meter tiefen Quergraben südwestlich des Hauptburgkegels. Die offenbar nur selten besuchte Burgstelle wird durch kein Hinweisschild bezeichnet.
Die Hauptburg bestand nur aus einem großen Wohnturm aus riesigen Nagelfluhquadern, die an den Kanten teilweise zu Buckelquadern mit Randschlag ausgearbeitet wurden. Einige wenige Steine der Außenschale bestehen aus anderem Steinmaterial. Der östliche Teil des imposanten Donjons ist seit langer Zeit mitsamt dem Burgberg abgestürzt. Um den Turm lief eine hohe Ringmauer, von der im Südwesten noch einige Meter aufrecht stehen.
Die Westseite des Wohnturmes ist noch etwa acht Meter hoch erhalten. Nach Süden endet der Mauerverband nach etwa vier Metern an der Abbruchkante. Hier im Osten ermöglicht ein schmaler Pfad (Absturzgefahr) den Aufstieg auf die Mauerkrone der Westwand. Bemerkenswert ist eine kleine, halbrunde Aussparung im Nordteil der Innenwand.
Im Süden der Westwand gefährdet eine große Ausbruchstelle am Turmfuß die Mauersubstanz. Die Mauerlücke wäre jedoch mit relativ geringem Aufwand auszumauern. Im Frühjahr 2008 belegten drei vor kurzer Zeit ausgebrochene große Nagelfluhbrocken des Füllwerkes die Dringlichkeit dieser Maßnahme.
Die Ruine ist nicht gefahrenfrei zu besichtigen. Besonders bei Nässe ist der Aufstieg in das Turminnere sehr gefährlich.